# Wolfram Ortner
Pour les articles homonymes, voir Ortner.
Wolfram Ortner (né le 10 mars 1960 à Bad Kleinkirchheim) est un ancien skieur alpin autrichien

## Coupe du Monde
- Meilleur classement final: 24e en 1982.
- Meilleur résultat: 4e.